# F352 Peder Skram
F352 Peder Skram var en dansk fregat. Skibet indgik i flådens tal i 1966 og blev oplagt januar 1988. Udgik endeligt af flådens tal den 5. juni 1990 sammen med søsterskibet F353 Herluf Trolle. Bygget under det dansk-amerikanske cost-sharing-program af 8. maj 1959. 
Den 112,65 m lange fregat kunne med sine to gasturbiner skyde en fart på op mod 30 knob (ca. 55 km/t), og ved en prøvesejlads i 1966 nåede den op på 32,7 knob. Normalt sejlede den dog ved hjælp af sine to GM dieselmotorer på sammenlagt 4.800 hk og med en topfart på 15 knob (ca. 28 km/t). 
Fregatten havde oprindelig fire 127 mm kanoner opstillet i to dobbelttårne til bekæmpelse af sø-, luft- og landmål. Det ene tårn med to af kanonerne blev demonteret, da fregatten i 1979 fik installeret Harpoon sømålsmissiler og Sea Sparrow luftværnsmissiler, og dermed våbenteknisk kom på højde med andre NATO skibe af samme størrelse. Desuden havde fregatten fire 40 mm sø- og luftværnskanoner samt maskingeværer, torpedoer og dybdebomber. Fregatten kunne lukkes helt gastæt og dermed passere gennem et radioaktivt inficeret område.
Fregatten blev kendt, da den ved et uheld kom til at affyre et Harpoonmissil i september 1982. Sagen blev kendt som Hovsa-missilet.
Skibet blev solgt på auktion i 1992 og efterfølgende overdraget til fonden Peder Skram. Skibet er indrettet som museumsskib, og fremtræder som det så ud før kommando nedhalingen i 1988. Museet har åbent for besøgende i alle skoleferier og er placeret ved Elefanten på Marinestation København. Der er endvidere mulighed for guidede ture året rundt for grupper eller at leje fregatten til møder, middage, bryllupper og andre sammenkomster.
Fregatten vedligeholdes af frivillige og modtager ikke offentlig støtte.

## Højdepunkter fra fregattens tjeneste i Søværnet
- 25. 9.64 Køllagt på Helsingør værft
- 20. 5.65 Søsat og navngivet af H.M. Kong Frederik IX.
- 25. 5.66 Overdraget til Søværnet. Indgået i flådens tal.
- 18. 5.69 Adopteret af Aarhus.
- 04-05 70 Første danske orlogsskib, der deltager i STANAVFORLANT.
- 27. 5.71 Flagskib for flåderevy på Aarhusbugten for Frederik IX.
- 27. 6. til 12.7. 73	Indgik med DANNEBROG i Kongedeling 1/73 på rejse til Island.
- 3. – 21. 9.73	til 21.9. Deltog i NATO-øvelse "Good Grill" i danske farvande, Østersøen og Nordsøen.
- 4. 5.74	Med BELLONA, DELFINEN, FLORA og SPÆKHUGGEREN start på deltagelse i øvelse "Bright Horizon 74".
- 7.- 11.6.74 PEDER SKRAM, MØEN, SØHUNDEN, SØBJØRNEN, SØHESTEN, SØLØVEN, besøg i Gdynia, Polen. Styrkechef KD J.V.Stilling.
- 17. 7.74	Afgik Holmen for at slutte sig til STANAVFORLANT i Rosyth, Skotland. Deltog i Joint Maritime Course, herunder øvelsessejlads i Nordatlanten. Derefter øvelser i Nordsøen og Tyske Bugt. Ankom via Kielerkanalen til Kiel 15.8. Efterfølgende øvelser i danske farvande, Skagerrak og Nordsøen med weekendophold i Newcastle. Afsluttende øvelser i norske farvande med besøg i Trondheim. Afgik fra styrken 8.9. og ledsagede på hjemvejen det norske kongeskib med Kong Olav om bord gennem danske farvande til København.
- 10. 4.75 NYMFEN, NEPTUN og PEDER SKRAM eskorterede den svenske destroyer "GÄSTRIKLAND", med den svenske konge om bord fra Øresund til København til dennes officielle besøg.
- 16.-18.5.75	Eskorte for H.M.Y. "Britannia", i danske farvande med Dronning Elizabeth II og Prins Philip om bord. Besøg i København og Aarhus.
- 22.-30.5.75	Indgik med DANNEBROG i Kongedeling 1/75 under Dronningens besøg i Sovjetunionen.
- 10.-21.5 76	Deltog i øvelse Bright Horizon 76. Afgik 21.5 fra Frederikshavn til Moray Firth Skotland for deltagelse i JMC 62 og STANAVFORLANT, sammen med TUMLEREN.
- 22. 6.76	Afgik til New York via Azorerne. Ankom 2.7. til rendezvouspunkt 180 sømil SØ for New York. Påbegyndte indsejlingen til New York 3.7. morgen sammen med ca. 55 andre orlogsskibe. Ankrede på Hudson River ved middagstid.
- 4. 7.76	Deltog på Hudson River i flåderevy i anledning af USA's 200 årsdag. Forlagde sidst på dagen til kaj.
- 7. 7.76	Afgik fra New York i selskab med engelske og hollandske enheder, og afholdt undervejs øvelser med disse. Forlod følgeskibene 14.7. aften i Kanalen. Ankom Holmen 17.7.
- 14.-30. 1.77	PEDER SKRAM og TUMLEREN deltog i opvarmningen af ny STANAVFORLANT-gruppe i Portland- og Plymouth-området. I denne forbindelse bliver fregatten, ved en fejl, beskudt af den britiske destroyer LONDON, dog uden der opstår skader.
- 18. 3.77	PEDER SKRAM, FALSTER, HVIDBJØRNEN og BELLONA i Aarhus.
- 15. 6.79	Hejste kommando første gang efter ombygning, hvor der blev installeret missiler af typen Harpoon og Sea Sparrow.
- 9. 7.79	Samsejlads i Sundet med PEDER SKRAM og HERLUF TROLLE. Første gang efter deres "mid-life-conversion" under kommando samtidig, og i øvrigt ca. 8 år siden de sidst havde været under samtidig kommando. Efter øvelsen fortsatte PEDER SKRAM mod Hesselø-området for fortsat systemkontrol, samt besøg i Aarhus.
- 11. 6.80	Viste polsk landgangsfartøj ud af dansk farvand ved Hesselø.
- 14. 1.80	Havde viceadmiral S.S. Thostrup om bord under afskedsparaden for denne i farvandet sydvest for Hven.
- 5.-12.11.80	Flagskib for chefen for SOK, kontreadmiral S.E.Thiede i forbindelse med øvelse Danex 2-1980.
- 21.-24. 8.81	Besøg i Aarhus.
- 17.-25. 8.81	PEDER SKRAM, HERLUF TROLLE og NIELS JUEL deltog i øvelserne "Tactical Fighter Weaponry" og fregateskadrens taktiske øvelse "F Squadex 2-81", der afvikledes sideløbende.
- 7.-19. 3.82	PEDER SKRAM, OLFERT FISCHER, NIELS JUEL og PETER TORDENSKIOLD afholdt eskadretræningsøvelse "F Squadex 1/82" i farvande uden for Skagen og skydebanen ved Stavanger.
- 20. 4.82	DANNEBROG, PEDER SKRAM, FALSTER og OLFERT FISCHER paraderede i Københavns Havn i anledning af afsløringen af statue af Kong Frederik IX ved Langelinie.
- 6.9.82 Peder Skram affyrer ved en fejl et Harpoon-missil ved Sjællands Odde, der ødelægger et sommerhusområde. Ingen personer kommer heldigvis til skade. Det utilsigtede missil bliver i folkemunde døbt Hovsa-missilet.
- 29.8 83	Deltog i flådeparade (steampast) i Kattegat nord for Isefjorden i anledning af 40-året for flådens sænkning 29.8.1943.
- 19. 6.84	Deltog i flåderevue for H.M. Dronningen ved Christiansø i anledning af Fæstningen Christiansøs 300-års jubilæum. Dronningen var om bord på DANNEBROG.
- 20. 8.84	Deltog i forbidefilering for de afgående chefer for hhv. SOK og SMK, der var om bord i PETER TORDENSKIOLD.
- 4.87	Besøg i Aarhus. Sidste besøg i adoptionsbyen.
- 25.5-5.6. 87	Deltog i DANEX 1987. Var kun nøglebemandet.
- 5.-14. 10.87 	FALSTER, NIELS JUEL, OLFERT FISCHER, PEDER SKRAM og SPRINGEREN deltog i øvelse US BALTIC Operations 87 i Østersøen med enheder fra USA, Holland, Storbritannien og Vesttyskland. PEDER SKRAM var delvis bemandet med genindkaldt besætning.
- 4. 1.88	Strøg kommando på Holmen sammen med F353 HERLUF TROLLE.
- 5. 7.90	Udgået af flådens tal.
- 7. 4.92	Solgt ved auktion på Holmen til et konsortium bestående af ejendomsselskabet Norden, Hoffmann og sønner samt direktør Erik Borelli-Møller for 380.000 kr.
- 12.4.95 Overdraget til Fonden Peder Skram, der er stiftet med det formål at bevare og indrette fregatten til museumsskib
- 23.9.08 Officiel åbning af fregatten som museumsskib i overværelse af regentparret, forsvarschefen og bl.a. en række af tidl. skibschefer og admiraler i Søværnet. Fregatten indgår som en væsentlig del af "historiske skibe på Holmen", der udover PEDER SKRAM, omfatter torpedomissilbåden SEHESTED og undervandsbåden SÆLEN. Alle enhederne kan besøges i åbningsperioderne på Nyholm i København. Se mere på www.pederskram.dk Arkiveret 4. marts 2009 hos  Wayback Machine.
- 25.5.16 Fregatten kan markere 50 året for den første kommandohejsning i 1966.Jubilæet markeres ved en reception på Nyholm, hvor bl.a. Forsvarets ledelse og den amerikanske ambassadør deltager.

## Chefer for Peder Skram
- 25. maj 1966 – 18. april 1967			KK J.V. Stilling
- 18. april 1967 – 26. april 1967			KK J.A. Hviid
- 15. august 1968 – 31. juli 1970		KK H. Nielsen
- 31. juli 1970 – 8. oktober 1971		KK O. Westergaard
- 13. april 1973 – 1. april 1975			KK J.O. Fischer
- 1. april 1975 – 9. juni 1977			KK J.F. Bork
- 15. juni 1979 – 31. juli 1979			KK J.A. Ruth
- 1. august 1979 – 31. juli 1981		KK J. Jakobsen
- 31. juli 1981 – 5. august 1983			KK J.L. Winther
- 2. september 1983 – 31. august 1984		OK J.F. Evald
- 1. september 1984 – 8. januar 1986		OK U. Wesche
- 8. januar – 26. august 1986			KK K.E.J. Borck
- 26. august 1986 – 4. januar 1988		KK V. Hansen

## Bøger og artikler
- Søren Nørby & Steen Schøn "Fregatterne Peder Skram og Herluf Trolle. Flådens Flagskibe under Den Kolde Krig". Statens Forsvarshistoriske Museum, juli 2006.
- Jørgen Bork & Søren Nørby "Åbent hav – Mit liv i Søværnet 1945 – 1990". Fhv. viceadmiral Jørgen Borks erindringer, Gyldendal 2010.
- Stig De Geer "Fregatten Peder Skram – Fra koldkriger til varm historiefortæller", Tidsskrift for Søvæsen nr. 3, 2010 181. årgang.
- Jens Perch Nielsen "Fregatten Peder Skram", koldkrig-online.dk Arkiveret 19. oktober 2020 hos  Wayback Machine

55°41′19″N 12°36′18″Ø / 55.6885°N 12.6049°Ø